# Поломка (приток Сюзьвы)
Поломка — река в России, протекает по Пермскому краю. Впадает справа в Сюзьву. Длина реки составляет 51 км, площадь водосборного бассейна 380 км².
Исток реки на Верхнекамской возвышенности у деревни Малая Казань в 10 км к северо-западу от села Григорьевское. Исток реки находится на водоразделе с бассейном Обвы. Исток и верховья находятся в Карагайском районе, затем река течёт по Нытвенскому району, а нижнее течение расположено в Краснокамском районе.
Генеральное направление течения — юго-восток. Река протекает деревни Картыши, Платоново, Жуланы, Реуны, Палкино, Архипово, Якунино, Поснята, Галки, Лягушино, Числы, Зимонькино, Савинята. В деревни Числы на реке плотина и запруда. Вблизи устья делится на два рукава, основной впадает в Сюзьву справа, второй впадает в Сюзьвенский залив около деревни Верхнее Гуляево. Ширина реки перед разделением 12 метров, глубина 1,0, скорость течения 0,3 м/с.

## Притоки (км от устья)
- река Рязановка (лв)
- 8,4 км: река Дюльдина (лв)
- река Числовка (пр)
- река Талица (пр)
- река Берёзовка (лв)
- река Махляжиха (пр)
- река Рябиновка (пр)
- 35 км: река Северная (лв)
- река Ольховка (лв)
- река Королевка (пр)

## Данные водного реестра
По данным государственного водного реестра России относится к Камскому бассейновому округу, водохозяйственный участок реки — Кама от Камского гидроузла до Воткинского гидроузла, речной подбассейн реки — бассейны притоков Камы до впадения Белой. Речной бассейн реки — Кама.
Код объекта в государственном водном реестре — 10010101012111100014172.